# بافينوس موريتانيكوس
بافينوس موريتانيكوس هو نوع من الطيور من عائلة الطيور البحرية.
يبلغ طول هذا الطائر حوالي 33 سم (13 بوصة)، ويبلغ طول جناحيه 85-90 سم (33-35 بوصة).
تكاد رؤوس الأجنحة تلامس الماء، ويتغير من اللون البني الداكن إلى الأبيض القذر حيث تظهر الأجزاء العلوية الداكنة والجوانب السفلية الشاحبة بالتناوب أثناء انتقاله على ارتفاع منخفض فوق البحر.
يتكاثر هذا النوع في الجزر والمنحدرات الساحلية في جزر البليار. معظم الشتاء في ذلك البحر ، لكن البعض يدخل المحيط الأطلسي في أواخر الصيف ، ويصل شمالًا إلى بريطانيا العظمى وأيرلندا.
هذا نوع اجتماعي، يمكن رؤيته بأعداد كبيرة، خاصة في الخريف. إنه صامت في البحر، ولكن في الليل تكون مستعمرات التكاثر حية مع نداءات صاخبة.